# Знакомство с Факерами
«Знакомство с Факерами» (англ. Meet the Fockers) — американский комедийный фильм 2004 года, снятый режиссёром Джеем Роучем по сценарию Джима Херцфелда и Джона Гамбурга и являющийся сиквелом фильма 2000 года «Знакомство с родителями». В фильме снялись Роберт Де Ниро, Бен Стиллер, Дастин Хоффман, Барбра Стрейзанд, Блайт Даннер и Тери Поло. Несмотря на неоднозначные отзывы, фильм стал кассовым хитом, собрав по всему миру 522 млн долларов. В 2010 году вышел сиквел «Знакомство с Факерами 2».

## Сюжет
Через два года после событий первого фильма Гейлорд «Грег» Факер (Бен Стиллер) и его невеста Пэм Бёрнс (Тери Поло) решают познакомить своих родителей друг с другом. Вначале они отправляются в дом родителей Пэм, чтобы забрать её отца, отставного оперативника ЦРУ Джека Бёрнса (Роберт Де Ниро), её мать Дину (Блайт Даннер) и малолетнего племянника Пэм, Джека «мини-Джека» Бэнкса (Спенсер и Брэдли Пикрен). Вместо того чтобы ехать в аэропорт, как планировалось, Джек решает отвезти семью в Майами, чтобы встретиться с родителями Грега, на своём новом автодоме.
Когда Грег, Пэм и родители Пэм прибывают в Майами, их встречают эксцентричный, но весёлый и добродушный отец Грега, Берни Факер (Дастин Хоффман), адвокат, ставший домоседом, и мать Грега, Роуз (Барбра Стрейзанд), которая работает секс-терапевтом для пожилых пар. В то время как Дина сближается с Факерами, между Джеком и Факерами начинают возникать небольшие разногласия из-за их непохожих характеров. Знакомство начинается с неприятных событий, когда погоня между собакой Факеров, Моисеем и котом Бёрнсов, Обломом, заканчивается тем, что Облом спускает Моисея в унитаз автодома, заставляя Берни уничтожить его, чтобы спасти Моисея. А чуть позже Берни случайно травмирует спину Джека во время игры в американский футбол.
Спустя некоторое время Пэм сообщает Грегу, что беременна, и супруги решают держать это в секрете до свадьбы. Джек снова начинает подозревать Грега, после того как их знакомят с бывшей домработницей Факеров, Изабель Виллалобос (Аланна Юбак). Берни узнаёт, что Грег потерял девственность с Изабель 15 лет назад. Внимание Джека привлекает 15-летний сын Изабель — Хорхе (Рэй Сантьяго), который никогда не видел своего отца и имеет поразительное сходство с Грегом. Тем временем Роуз, Берни и Дина узнают, что Пэм беременна и обещают не говорить об этом Джеку.
Грег остаётся нянчить мини-Джека, которого Джек воспитывает по методу Фербера. Несмотря на строгие указания Джека не вмешиваться, Грег не может спокойно слушать плач ребёнка и пытается развеселить его и случайно обучает его слову «гондон». Вскоре Грег отвлекается на телефонный звонок от Роуз, а Облом выпускает мини-Джека из детского манежа, и он приклеивает свои руки к бутылке рома. Джек возобновляет слежку за Грегом и отправляет образцы волос Грега и Хорхе на ДНК-анализ и приглашает Хорхе на помолвку Грега и Пэм в надежде заставить Грега признаться, что он отец Хорхе. На помолвке Джек, предполагая, что Грег знает о Хорхе и намеренно скрывает его от Пэм, знакомит его с Хорхе. Позже, когда Грег отрицает, что знает что-либо о Хорхе, Джек всё равно отказывается ему верить и вкалывает ему сыворотку правды. Во время произнесения тоста Грег непроизвольно выдаёт, что Пэм беременна, а Хорхе — его сын, и теряет сознание.
На следующее утро Пэм расспрашивает Грега о Хорхе, и Грег уверяет, что ничего не знал о нём до вчерашнего вечера. Пэм верит ему и согласна во всём разобраться. Джек доходит до предела и требует, чтобы Пэм и Дина уехали вместе с ним. Дина отказывается и рассказывает всем, что Джек накачал Грега наркотиками. Все настраиваются против Джека и рассказывают ему, что они все знали о беременности Пэм. Шокированный и расстроенный Джек уезжает вместе со своим внуком.
Берни и Грег отправляются в погоню за Джеком, но за превышение скорости и отказ оставаться в машине, их арестовывает офицер Верн Лефлор (Тим Блейк Нельсон). Тем временем Джек получает результат анализа ДНК, который показывает, что отец Хорхе на самом деле бейсболист, похожий на Грега. Увидев, что Берни и Грега задержали, Джек пытается защитить их, но Лефлор применяет электрошокер и арестовывает и его. Находясь в камере, Грег, Джек и Берни освобождаются судьёй Айрой (Шелли Берман), который является клиентом Роуз. Перед тем, как уйти, Грег просит Джека и Берни прекратить их вражду. Джек признаёт, что совершил ошибку в отношении Хорхе, и рассказывает Берни о своей прошлой карьере в ЦРУ, после чего просит прощения за свои действия. В выходные проходит свадьба Грега и Пэм, которую проводит бывший жених Пэм, Кевин (Оуэн Уилсон), который теперь является межконфессиональным священником.

## В ролях
| Актёр             | Роль                   |
| ----------------- | ---------------------- |
| Роберт Де Ниро    | Джек Бёрнс             |
| Бен Стиллер       | Гейлорд «Грег» Факер   |
| Дастин Хоффман    | Бернард Факер          |
| Барбра Стрейзанд  | Розалинда «Роуз» Факер |
| Блайт Даннер      | Дина Бёрнс             |
| Тери Поло         | Пэм Бёрнс              |
| Оуэн Уилсон       | Кевин Рейли            |
| Аланна Юбак       | Изабель Виллалобос     |
| Рэй Сантьяго      | Хорхе Виллалобос       |
| Тим Блейк Нельсон | офицер Верн Лефлор     |
| Шелли Берман      | судья Айра             |

## Восприятие

### Отзывы критиков
По данным Rotten Tomatoes, 38 % из 164 опрошенных критиков дали фильму «Знакомство с Факерами» положительную оценку со средним баллом 5,20/10. По мнению редакции сайта, «талантливый актёрский состав потрачен впустую, поскольку фильм ограничивается повторением шуток из своего предыдущего фильма „Знакомство с родителями“». Metacritic поставил фильму 41 балл из 100 на основании 34 отзывов критиков, что свидетельствует о «смешанных или средних отзывах». Зрители, опрошенные Cinemascore, поставили фильму среднюю оценку «B+» по шкале от A+ до F.

### Сборы
Фильм стал коммерчески успешным и в настоящее время является вторым по сборам фильмом с Робертом Де Ниро в главной роли. В премьерные выходные в Северной Америке фильм собрал 46,1 млн долларов. К концу 149 дня проката фильм собрал 279,3 млн долларов в Северной Америке и 243,4 млн долларов на остальных рынках, а общий мировой сбор составил 522,7 млн долларов, при этом в США было продано около 44 млн билетов. Бюджет фильма составил 80 млн долларов.